# ロベルト・マッシモ
ロベルト・マッシモ（Roberto Massimo'  ,  2000年10月12日 - ）は、ガーナ・グレーター・アクラ州アクラ出身のドイツ人プロサッカー選手。ブンデスリーガ2部・SpVggグロイター・フュルト所属。ポジションはFW。

## 来歴
2000年にイタリア人とガーナ人との間にアクラで生まれ、幼い頃にドイツに移住。アルミニア・ビーレフェルトのユースチームで力を付け、2017-18シーズンにチームIIで19試合5得点を記録し、同シーズン終了後にVfBシュトゥットガルトとTSG1899ホッフェンハイムが、マッシモの獲得に興味を示す。両チームの争奪戦の末に14日にシュトゥットガルトへの加入が決定。2018-19シーズンはビーレフェルトにローン移籍の形で残留し、2019-20シーズンよりシュトゥットガルトに加入した。
2022年7月22日、ポルトガル2部・リーガ・ポルトガル2のアカデミコ・デ・ヴィゼウFCへローン移籍。
2024年5月18日、シュトゥットガルトとの契約満了により退団することが発表された。

## 代表経歴
2018年からユース世代のドイツ代表でプレーしているが、ガーナとイタリアの国籍を所有している両親がいる関係上、ガーナ代表とイタリア代表でのプレーも可能だとも言われている。